# Fédération turque d'athlétisme
La Fédération turque d'athlétisme (en turc Türkiye Atletizm Federasyonu, TAF) est la fédération nationale d'athlétisme en Turquie, créée en 1922 comme Türkiye İdman Cemiyetleri İttifakı (TİCİ), fédération membre de l'IAAF (depuis sa création) et de l'Association européenne d'athlétisme.